# Cletus Chandrasiri Perera
Cletus Chandrasiri Perera OSB (* 6. September 1947 in Seeduwa) ist ein sri-lankischer römisch-katholischer Ordensgeistlicher und emeritierter Bischof von Ratnapura.

## Leben
Cletus Chandrasiri Perera trat der Ordensgemeinschaft der Benediktiner am 28. Februar 1965 bei, legte die feierliche Profess am 17. Februar 1971 ab und empfing am 4. August 1973 die Priesterweihe.
Papst Benedikt XVI. ernannte ihn am 4. Mai 2007 zum Bischof von Ratnapura. Die Bischofsweihe spendete ihm der Bischof von Kandy, Joseph Vianney Fernando, am 11. Juli desselben Jahres in der Basilika Santi XII Apostoli in Rom; Mitkonsekratoren waren Albert Malcolm Ranjith Patabendige Don, Sekretär der Kongregation für den Gottesdienst und die Sakramentenordnung, und Harold Anthony Perera, Bischof von Galle. Die Amtseinführung im Bistum Ratnapura fand am 28. Juli desselben Jahres statt.
Papst Franziskus nahm am 5. März 2024 seinen altersbedingten Rücktritt an.